# Amarillo
El amarillo es el color que se percibe ante la fotorrecepción de una luz cuya longitud de onda dominante mide entre 570 y 590 nm. Se encuentra a la coloración característica de la piel del limón maduro, de la flor del diente de león, de las abejas o del oro.
Los colores cercanos al amarillo son denominados amarillentos.

## Etimología

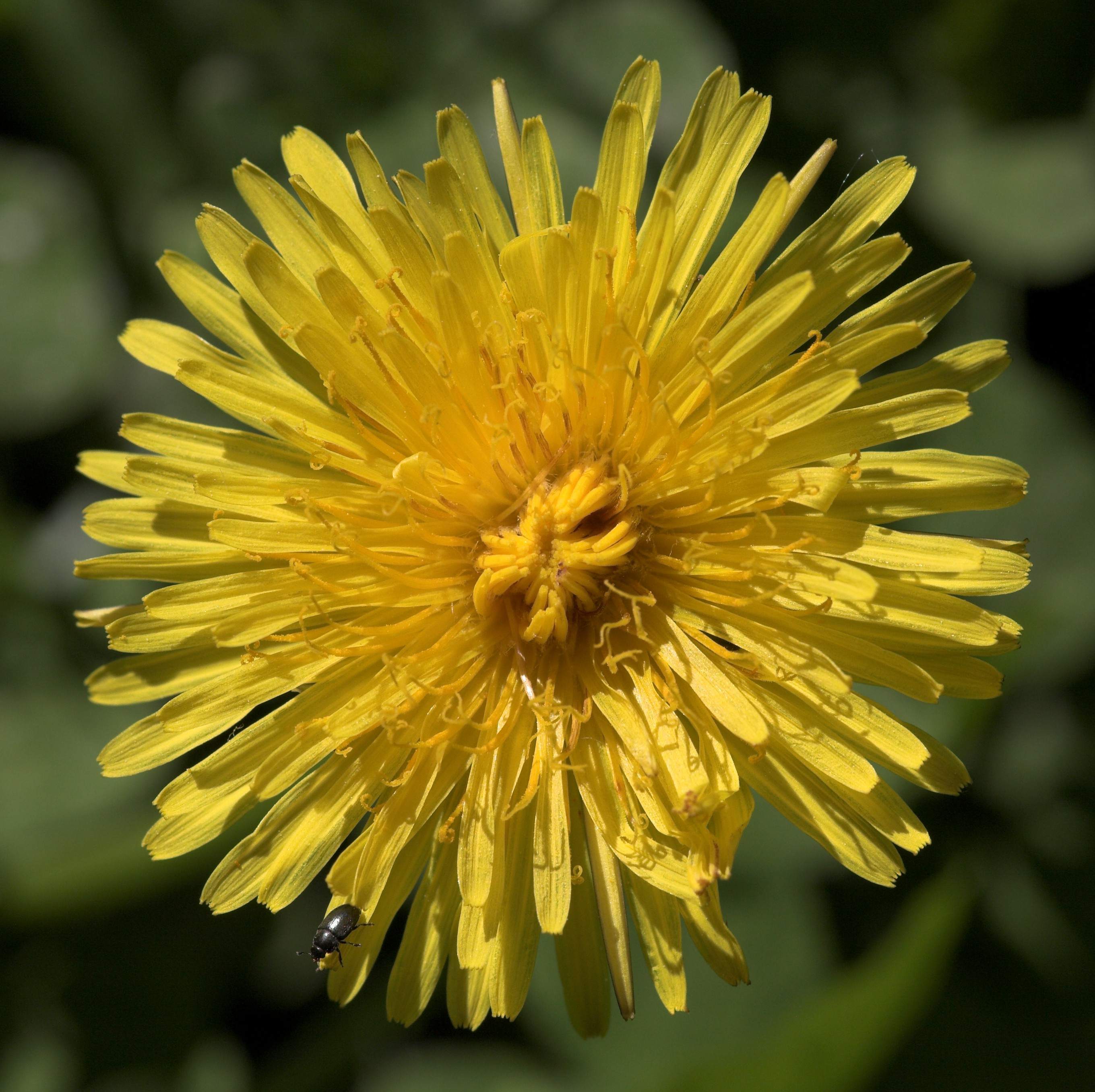
Inflorescencia de diente de león

La palabra amarillo deriva del bajo latín hispánico amarēllus, ‘amarillento, pálido’, diminutivo del latín amārus, ‘amargo’. Para el filólogo Joan Corominas, esta asociación de conceptos puede haberse debido a la palidez de los aquejados de ictericia, por ser esta enfermedad un trastorno de la bilis o humor amargo.
El uso del término «amarillo» en idioma castellano data del año 1074.

### Lexemas
El lexema icter o ictero, del griego ἴκτερος (icteros), ‘ictericia, amarillo’, asocia a los términos que lo incluyen con el color amarillo. Algunos ejemplos de esto son las palabras ictericia e ictérido.
Otro lexema que denota color amarillo es xant o xanto, del griego ξανθός (xanthos), ‘amarillo’, de origen desconocido. Un ejemplo del uso de este lexema es la palabra xantina.

## Propiedades

### Como color psicológico: primario, cálido
El amarillo es uno de los cuatro colores psicológicos primarios, junto con el rojo, el verde y el azul. Además, es considerado un color cálido, junto con el rojo, el naranja y todas las coloraciones que tienden a estos.

Producción de colores a partir de los primarios del sistema sustractivo. Mezclando cian, magenta y amarillo se obtienen los secundarios rojo, verde y azul, y por mezclas sucesivas todos los demás colores.

### Como color sustractivo: primario
El amarillo, junto con el magenta y el cian, es un color primario sustractivo. Esto significa que cuando se trabaja con pigmentos o tintes de cualquier clase (pinturas, colorantes, tintas) basta con mezclar esos tres colores en diferentes proporciones para obtener todos los demás, con el agregado de negro y ocasionalmente de blanco para lograr una tonalidad más clara o más oscura.
En el procedimiento de impresión por cuatricromía (que se usa para imprimir, por ejemplo, libros y revistas en color) también juega un papel fundamental el amarillo, ya que esta técnica también emplea los colores primarios sustractivos con el agregado de negro. De allí que un color para cuatricromía se describa mediante el porcentaje de cada uno de estos cuatro colores que entra en su composición. Así, un área impresa en color amarillo puro estará compuesta por C=0 (0 % de cian), M=0 (0 % de magenta), Y=100 (100 % de amarillo) y K=0 (0 % de negro). Véase CMYK.

#### Complementariedad
En este sistema de cromosíntesis, el color complementario del amarillo es el azul purpúreo. En artes plásticas se considera tradicionalmente que el complementario del amarillo es el violeta.

### Como color aditivo: secundario

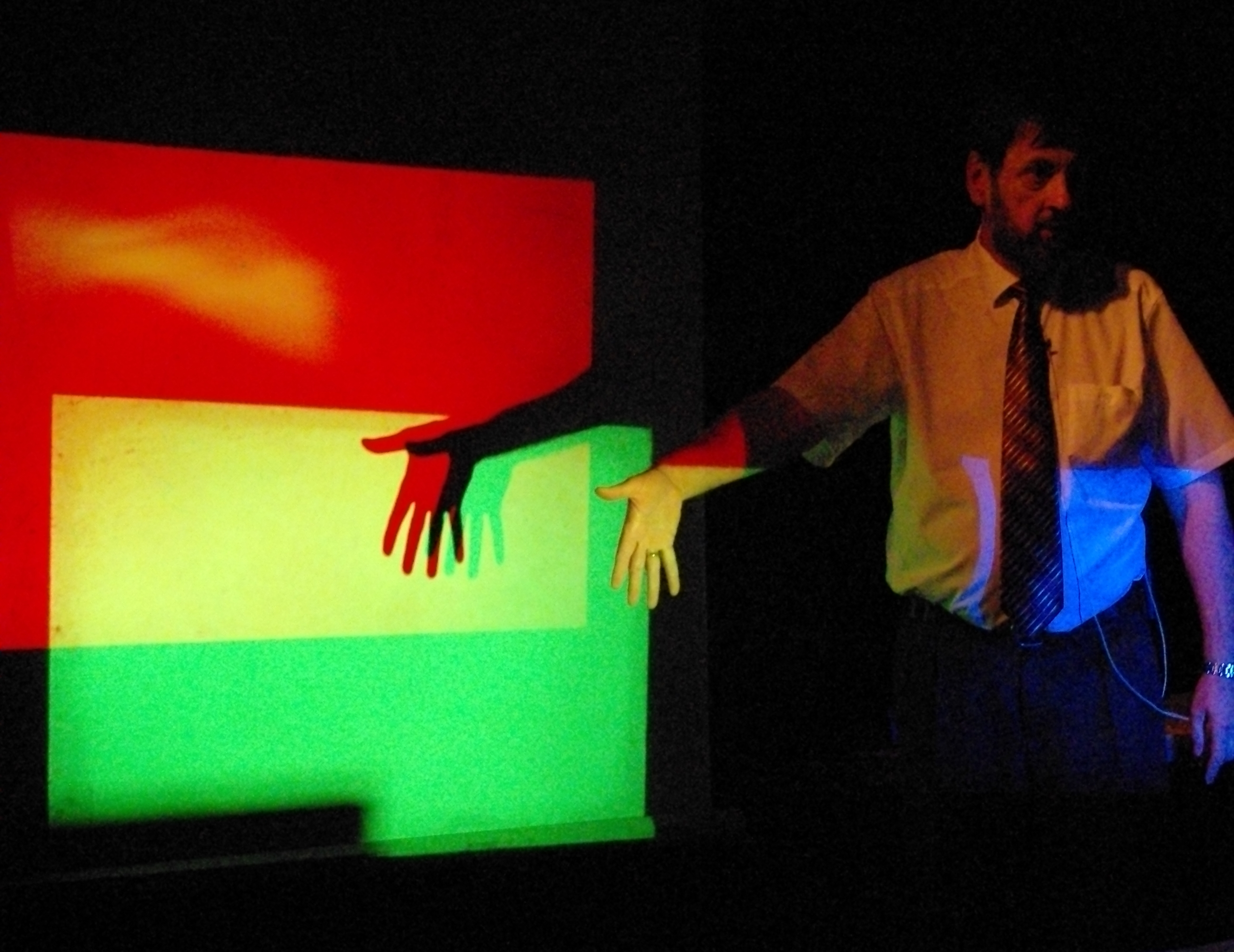
Proyección del color amarillo a partir de la mezcla del rojo con el verde.

En el sistema aditivo de síntesis de color, en el cual los colores se obtienen mezclando luz de color en lugar de pigmentos, el amarillo es un color secundario. Los colores primarios de este sistema son el rojo, el verde y el azul; para obtener amarillo hay que superponer luz roja y luz verde. Opcionalmente, podemos partir de la luz blanca, que contiene a todos los otros colores, y filtrar el azul, tras lo cual quedará solo la combinación de rojo y verde: amarillo.
Este sistema aditivo de colores luz es el que utilizan los monitores y televisores para producir colores. En este sistema, un color se describe con valores numéricos para cada uno de sus componentes (rojo, verde y azul), indicando al rojo con «R», al verde con «G» y al azul con «B». En una escala de valores de 0 a 255, el amarillo aditivo puro se expresa como R=255 (rojo al valor máximo), G=255 (verde al valor máximo) y B=0 (nada de azul). Véase RGB.
Este amarillo fue uno de los primeros colores que pudieron reproducir los ordenadores personales al abandonar la monocromía, a principios de los años 1980.

#### Complementariedad
En este sistema de cromosíntesis, el color complementario del amarillo es el azul.

### Amarillo espectral

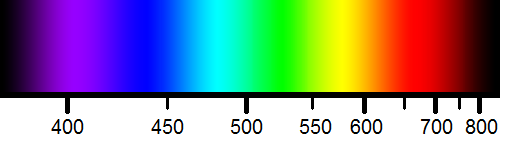
En el espectro de luz visible, el amarillo está cerca del centro, entre el verde y el naranja

Amarillo espectral es, simplemente, el color amarillo de la región del espectro electromagnético que el ojo humano es capaz de percibir. Las frecuencias más altas que el amarillo se perciben como verde, y las más bajas como naranja. La longitud de onda de la luz amarilla se sitúa entre 570 y 590 nm y el amarillo puro (según diversos autores) es de 578, 580 o 582 nm. 

#### En el espectro newtoniano y en el arcoíris: tercer color
En Occidente, la interpretación tradicional del cromatismo del arcoíris sostiene que este contiene siete colores, que corresponden a los siete colores en que Newton dividió el espectro de luz visible. En este contexto, el amárillo es considerado el tercer color, tanto del espectro newtoniano como del arcoíris.

## Tipos

### Amarillo puro y otros amarillos espectrales
Es el amarillo aditivo puro o vivo con la máxima brillantez. Algunos pigmentos alcanzan su tonalidad, lo que los convierte en colores primarios sustractivos ideales. Es un color HTML establecido por protocolos informáticos para su uso en páginas web y en programación puede invocárselo con el nombre yellow (amarillo).  
Entre los pigmentos que alcanzan su brillantez está el amarillo Hansa claro o amarillo monoazo, el amarillo Ford, amarillo Chrysler, amarillo Humbrol, etc. Crayola y RAL lo  denominan amarillo brillante, ColorHexa lo llama amarillo eléctrico. Una comparación entre este amarillo y otros amarillos espectrales:
|                  | Amarillo fluorescente | Lima                | Amarillo puro o brillante | Amarillo estándar   | Amarillo tráfico   |
| HTML             | #CCFF00               | #E3FF00             | #FFFF00                   | #FFE900             | #FAD201            |
| RGB              | (204, 255, 0)         | (227, 255, 0)       | (255, 255, 0)             | (255, 233, 0)       | (250, 210, 1)      |
| HSV              | (72°, 100 %, 100 %)   | (67°, 100 %, 100 %) | (60°, 100 %, 100 %)       | (55°, 100 %, 100 %) | (50°, 100 %, 98 %) |
| Longitud de onda | 563 nm                | 571 nm              | 579-580 nm                | 586 nm              | 591 nm             |
| Protocolo        | [ 10 ]                | [ 11 ]              | CSS / HTML / VGA / X11    | [ 2 ]               | [ 12 ]             |

### Amarillo estándar
Es antiguo, su uso se remonta a más de 3000 años, es el color primario del modelo tradicional de coloración y un ejemplo de su uso es el pigmento amarillo cadmio. Actualmente es muy común en la impresión CMYK (coordenada 0,0,100,0) y también se le denomina amarillo canario o process yellow (Pantone).

### Amarillos pictóricos

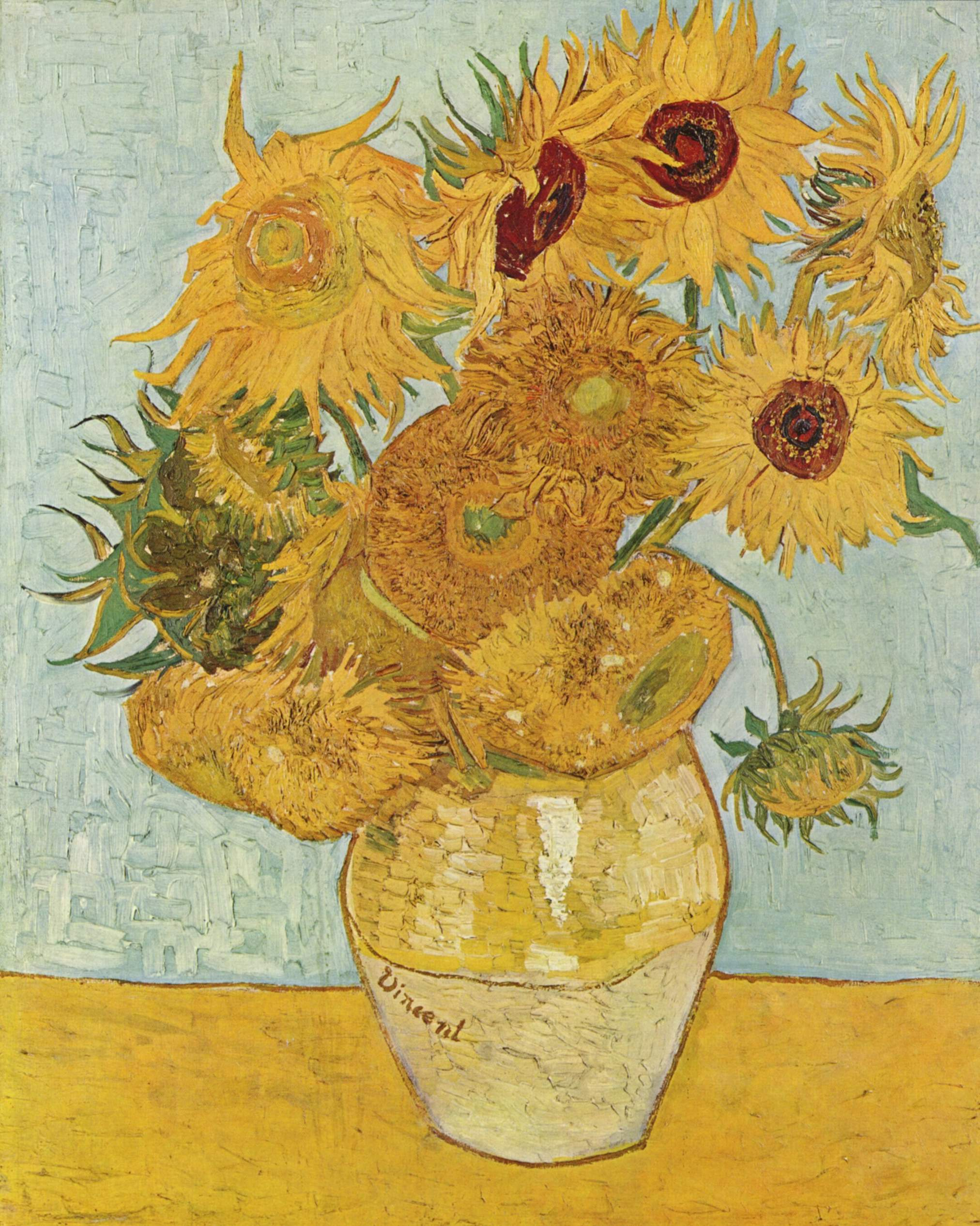
Girasoles, óleo de Vincent Van Gogh (1888)

Desde la más remota antigüedad, se ha buscado producir sustancias coloreadas para pintar o teñir que tuviesen buen color, poder de tinción y permanencia; que fuesen estables ante la luz, que secasen razonablemente rápido, que tuviesen la densidad necesaria y que pudiesen mezclarse sin problemas con otros colores. Debajo se listan algunos pigmentos amarillos que se han destacado en la historia de la pintura.

#### Amarillo de cadmio
El amarillo de cadmio fue creado en 1840 y se lo comenzó a utilizar como sustituto del amarillo de cromo. Está documentado su uso en la paleta de los pintores impresionistas Claude Monet y Paul Signac. Su variedad tonal es amplia: desde amarillo verdoso hasta coloraciones anaranjadas. Su denominación indica el valor tonal: amarillo de cadmio claro, amarillo de cadmio limón, amarillo de cadmio medio, amarillo de cadmio oscuro, etc. También se utilizan pigmentos de cadmio para obtener naranjas y rojos, aunque actualmente, debido a su toxicidad, se los imita con pigmentos azoderivados.

#### Amarillo de cromo
El amarillo de cromo era elaborado originalmente sobre la base de cromato de plomo, pigmento de color intenso que ofrece variaciones desde tonos claros hasta casi naranja. Fue empleado en pintura al temple y óleo hasta mediados del siglo XIX, y fue uno de los colores que Vincent Van Gogh prefería para pintar. La alta toxicidad del amarillo de cromo, así como su poca estabilidad ante la luz, lo fueron dejando en desuso. Actualmente se comercializan colores del mismo valor tonal, que ya no presentan estos inconvenientes, en forma de óleo, acrílico, témpera y acuarela.

#### Ejemplo de tonos amarillos
| Nombre                          | Muestra | Cod. Hex. | RGB | RGB | RGB | HSV | HSV  | HSV  |
| ------------------------------- | ------- | --------- | --- | --- | --- | --- | ---- | ---- |
| Amarillo cadmio                 |         | #FFF600   | 255 | 246 | 0   | 58° | 100% | 100% |
| Amarillo de cobalto o aureolina |         | #FFE661   | 255 | 230 | 97  | 51° | 62%  | 100% |
| Amarillo de cromo               |         | #FFCC0F   | 255 | 204 | 15  | 47° | 94%  | 100% |
| Amarillo Hansa medio            |         | #FFCD00   | 255 | 205 | 0   | 48° | 100% | 100% |
| Amarillo gualda                 |         | #FABD00   | 250 | 189 | 0   | 45° | 100% | 98%  |
| Amarillo guta o gutagamba       |         | #E49B0F   | 228 | 155 | 15  | 39° | 93%  | 89%  |
| Amarillo monoazo o arilado      |         | #FFEB00   | 255 | 235 | 0   | 55° | 100% | 100% |
| Amarillo Nápoles                |         | #ECCD6A   | 236 | 205 | 106 | 46° | 55%  | 93%  |
| Ocre amarillo                   |         | #E29F12   | 236 | 205 | 106 | 46° | 55%  | 93%  |
| Amarillo (automotriz)           |         | #FCE903   | 252 | 233 | 3   | 55° | 99%  | 99%  |
| Amarillo (CMYK)                 |         | #FFED00   | 255 | 237 | 0   | 55° | 100% | 100% |

#### Amarillo indio
Se presume que este pigmento, hoy en desuso, era producido a partir de orina de ganado alimentado únicamente con hojas de mango. Los pintores holandeses y flamencos de los siglos XVII y XVIII apreciaban este pigmento por su luminosidad. El amarillo indio moderno es una mezcla de pigmentos sintéticos, como el amarillo azoico y el amarillo de naftol.

#### Amarillo Nápoles
También llamado «amarillo de antimonio», se obtenía originalmente del antimoniato de plomo. Es un pigmento de uso antiguo, aunque muy tóxico, a diferencia del anterior. Actualmente se utilizan pigmentos de níquel y titanio que imitan eficazmente las variaciones tonales del amarillo Nápoles, que van desde el amarillo verdoso hasta el amarillo rojizo. Son de alta capacidad cubriente y excelente resistencia a la luz.

#### Amarillo ocre
Este pigmento está presente ya en antiguas pinturas rupestres, egipcias y romanas. La amplia variedad tonal del ocre se debe a diferentes concentraciones de óxido férrico.

### Ejemplos de amarillos y colores próximos
| Nombre                         | Muestra | Cod. Hex. | RGB     | RGB     | RGB     | HSV      | HSV      | HSV      |
| ------------------------------ | ------- | --------- | ------- | ------- | ------- | -------- | -------- | -------- |
| Amarillo (NCS)                 |         | #FFD300   | 255     | 211     | 0       | 50°      | 100%     | 100%     |
| Amarillo (Munsell)             |         | #EFCC00   | 234     | 204     | 0       | 51°      | 100%     | 93%      |
| Amarillo-anaranjado            |         | #FEBB00   | 254     | 187     | 0       | 44°      | 100%     | 100%     |
| Amarillo azufre (RAL)          |         | #EDFF21   | 237     | 255     | 33      | 65°      | 87%      | 100%     |
| Amarillo chino                 |         | #FADA5E   | 250     | 218     | 94      | 48°      | 62%      | 98%      |
| Amarillo indio                 |         | #FF7430   | 255     | 116     | 48      | 20°      | 81%      | 100%     |
| Amarillo selectivo             |         | #FFBA00   | 255     | 186     | 0       | 44°      | 100%     | 100%     |
| Amarillo tráfico               |         | #FAD201   | 250     | 210     | 1       | 50°      | 100%     | 98%      |
| Amarillo-verdoso               |         | #DED700   | 222     | 215     | 0       | 58°      | 100%     | 87%      |
| Amarillo zinc                  |         | #F8F32B   | 248     | 243     | 43      | 59°      | 83%      | 97%      |
| Ámbar                          |         | #FFBF00   | 255     | 191     | 0       | 45°      | 100%     | 100%     |
| Beis, crema, marfil o vainilla |         | #F3E5AB   | 243     | 229     | 171     | 48°      | 30%      | 95%      |
| Cetrino (citrino)              |         | #E4D00A   | 228     | 208     | 10      | 54°      | 92%      | 47%      |
| Chartreuse                     |         | #BEB72D   | 190     | 183     | 45      | 57°      | 76%      | 75%      |
| Crema                          |         | #F8DE81   | 248     | 222     | 129     | 47°      | 48%      | 97%      |
| Dorado                         |         | #D4AF37   | 212     | 175     | 55      | 46°°     | 74%      | 83%      |
| Junquillo                      |         | #EFD52E   | 239     | 213     | 46      | 52°°     | 81%      | 94%      |
| Lima                           |         | #BFFF00   | 191     | 255     | 0       | 75°      | 100%     | 100%     |
| Limón                          |         | #D9E542   | 217     | 229     | 66      | 64°      | 71%      | 90%      |
| Maíz                           |         | #FBEC5D   | 251     | 236     | 93      | 54°      | 63%      | 98%      |
| Topacio                        |         | #d4bc0c   | {{{r}}} | {{{g}}} | {{{b}}} | {{{h}}}° | {{{s}}}% | {{{v}}}% |

### Colores web
Los colores web establecidos por protocolos informáticos para su uso en páginas web incluyen el amarillo que se muestra debajo. Como se ve, coincide con el amarillo aditivo puro y en programación puede invocárselo con el nombre yellow (amarillo). 
|           | Yellow (web)           |
| HTML      | #FFFF00                |
| RGB       | (255, 255, 0)          |
| HSV       | (34°, 56 %, 65 %)      |
| Protocolo | CSS / HTML / VGA / X11 |

Para los demás amarillos HTML que se encuentran definidos por nombre, ver la siguiente tabla de colores:
| Nombre HTML          | Código hex R G B | Código decimal R G B | Código H S L |
| -------------------- | ---------------- | -------------------- | ------------ |
| Colores amarillos    |                  |                      |              |
| Ivory                | FFFFF0           | 255 255 240          | 60° 100% 97% |
| LightYellow          | FFFFE0           | 255 255 224          | 60° 100% 94% |
| Cornsilk             | FFF8DC           | 255 248 220          | 48° 100% 93% |
| LemonChiffon         | FFFACD           | 255 250 205          | 54° 100% 90% |
| LightGoldenrodYellow | FAFAD2           | 250 250 210          | 60° 80% 90%  |
| Beis                 | F5F5DC           | 245 245 220          | 60° 56% 91%  |
| PaleGoldenrod        | EEE8AA           | 238 232 170          | 55° 67% 80%  |
| Khaki                | F0E68C           | 240 230 140          | 54° 77% 75%  |
| Yellow               | FFFF00           | 255 255 0            | 60° 100% 50% |
| GreenYellow          | ADFF2F           | 173 255 47           | 84° 100% 59% |
| Gold                 | FFD700           | 255 215 0            | 51° 100% 50% |
| YellowGreen          | 9ACD32           | 154 205 50           | 80° 61% 50%  |
| DarkKhaki            | BDB76B           | 189 183 107          | 56° 38% 58%  |
| Goldenrod            | DAA520           | 218 165 32           | 43° 74% 49%  |
| Olive                | 808000           | 128 128 0            | 60° 100% 25% |

## En la naturaleza

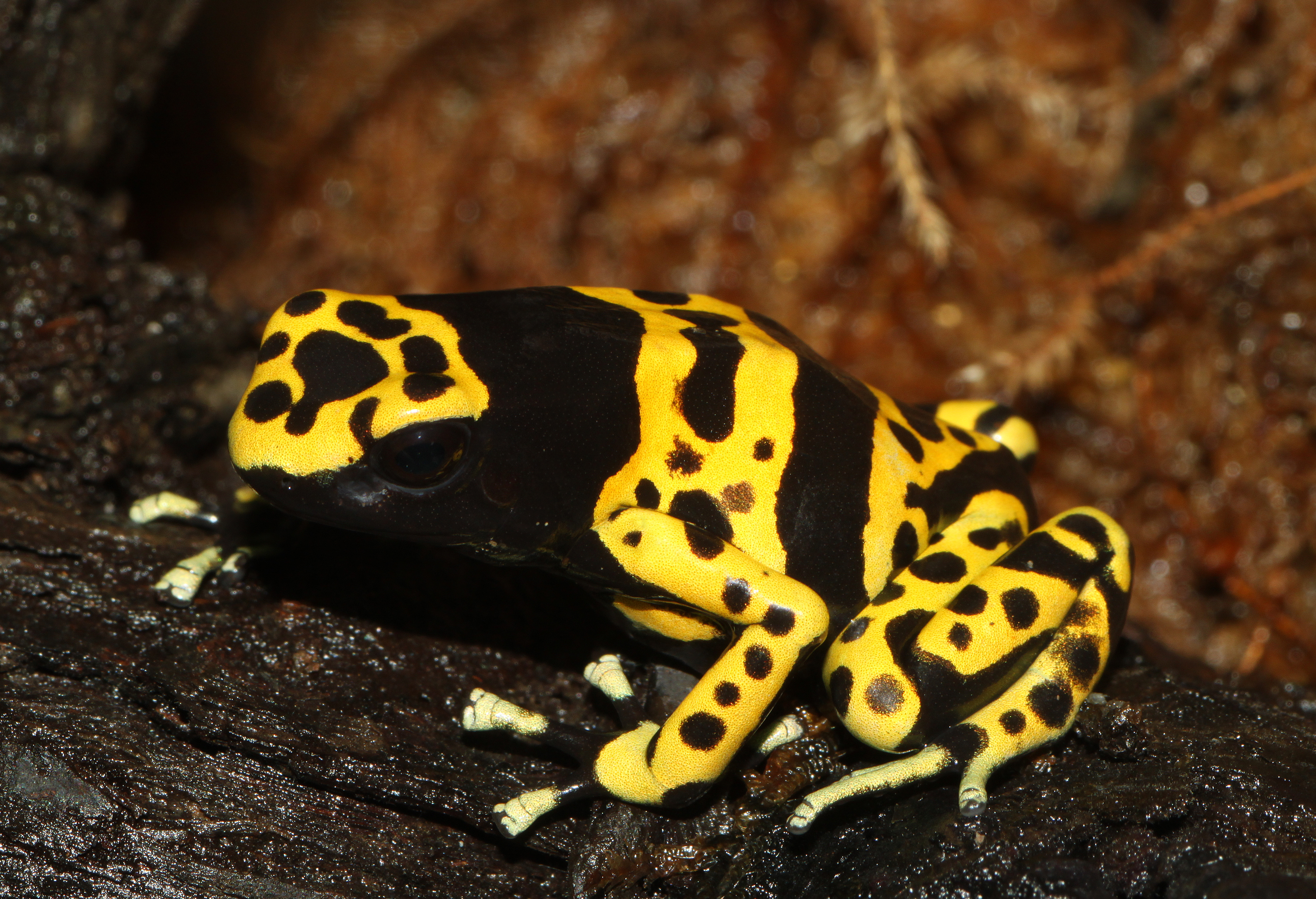
La ranita venenosa Dendrobates leucomelas advierte con su coloración contrastada amarilla y negra que posee una toxina sumamente potente

### Aposematismo
En la naturaleza, el color amarillo cumple un papel importante en la coloración de advertencia, también llamada aposemática, de los animales. Ciertas especies utilizan este color —generalmente en combinación con negro u otros colores contrastantes— para advertir a los depredadores de su toxicidad y/o mal sabor. El amarillo usado en estos casos es intenso, apropiado para distinguirse en el entorno natural, donde son más frecuentes los verdes, azules y marrones.

### Xantismo
Se conoce como xantismo a una anormalidad fenotípica en el patrón cromático habitual de una especie, la cual se expresa en la exhibición total o parcial de escamas, piel, pelaje o plumaje de color amarillo. Dichos ejemplares suelen ser denominados también variedad amarilla, mutación amarilla o lutino, este último término es especialmente característico en avicultura ornamental.

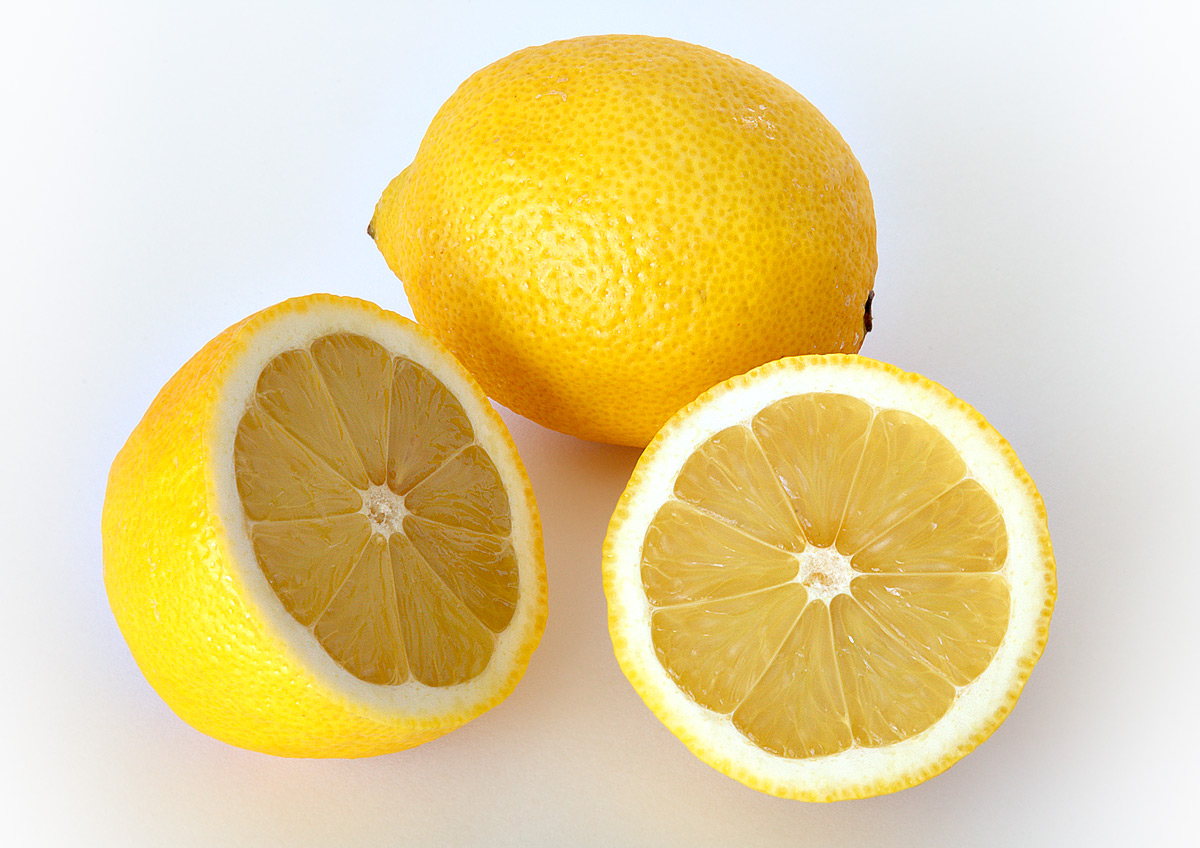
Limón
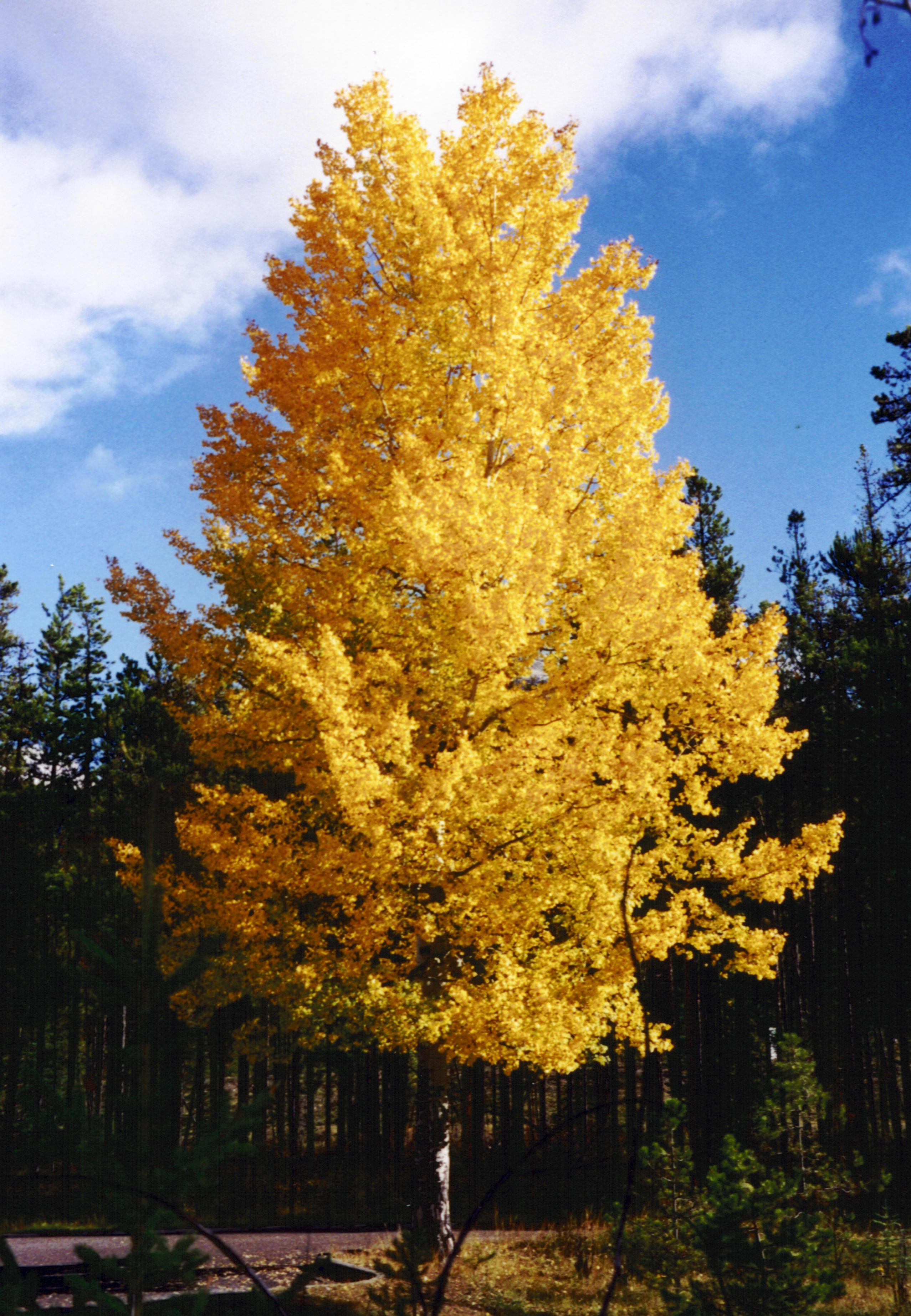
Un álamo en otoño
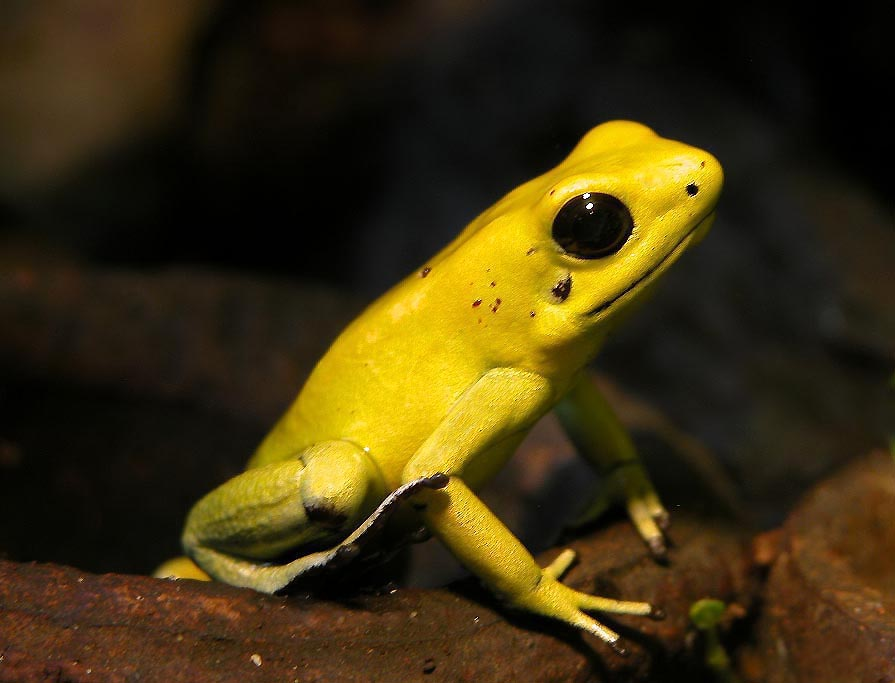
Rana dorada venenosa
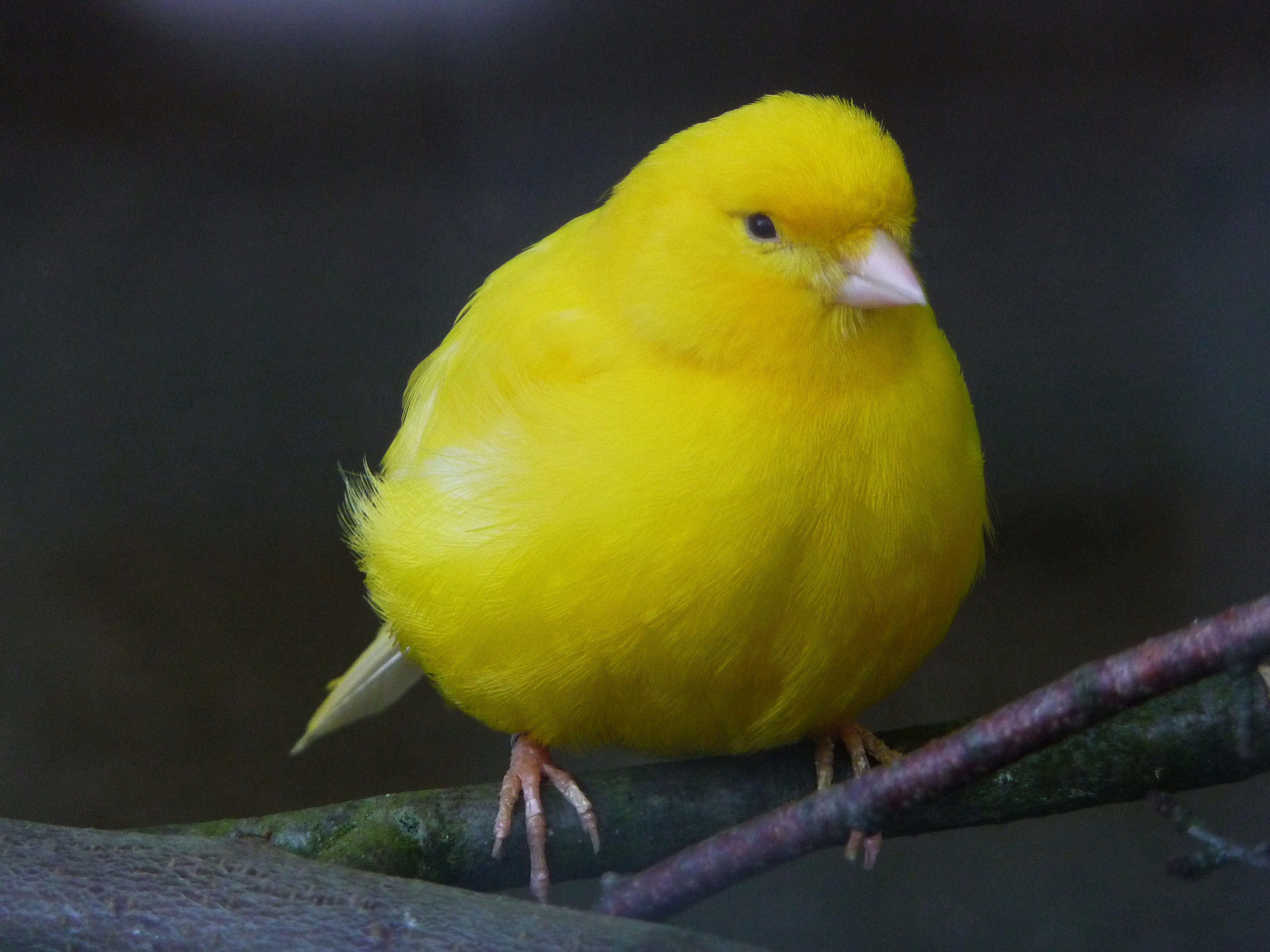
Canario doméstico
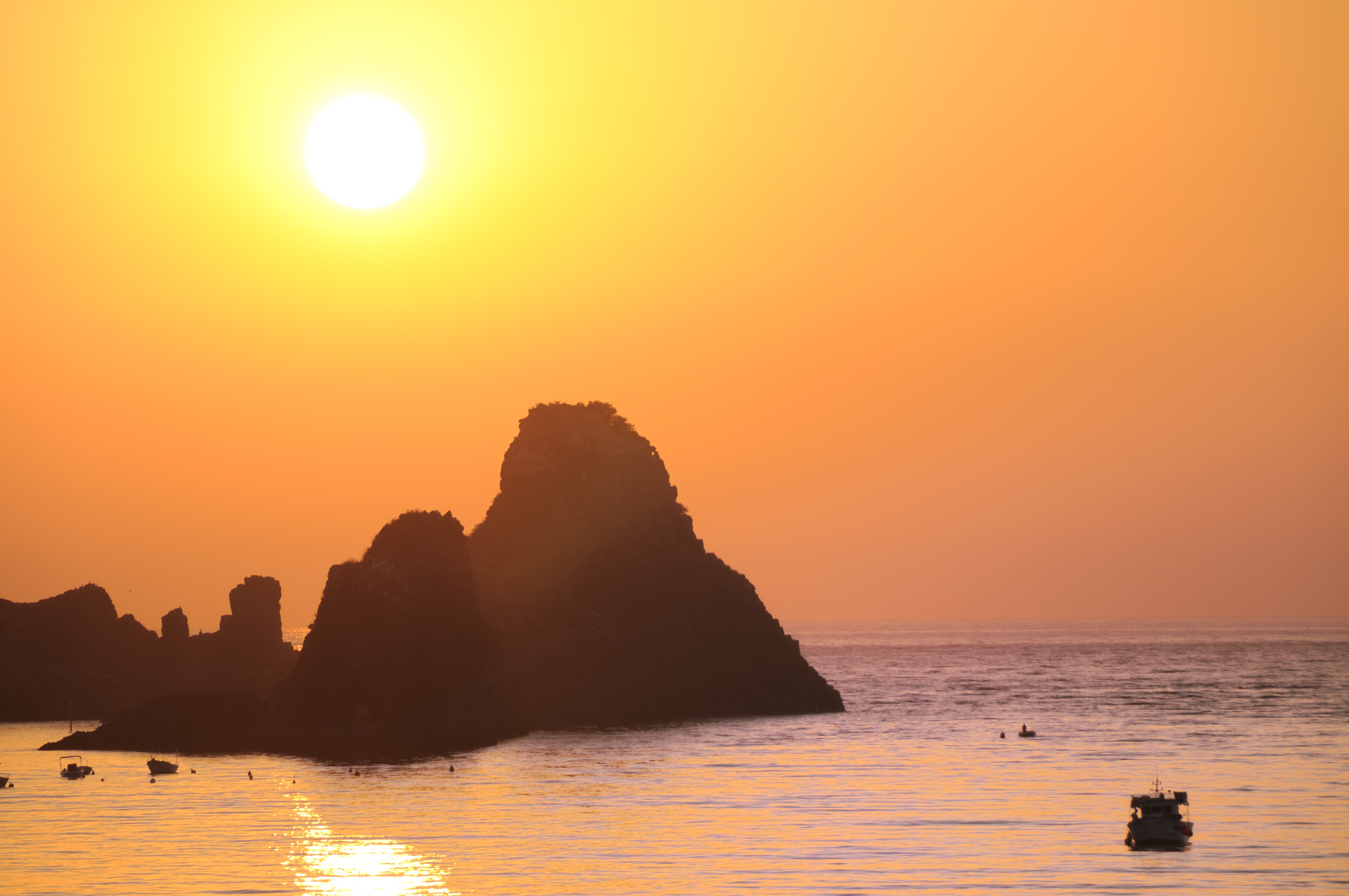
Se considera que el Sol es una estrella amarilla
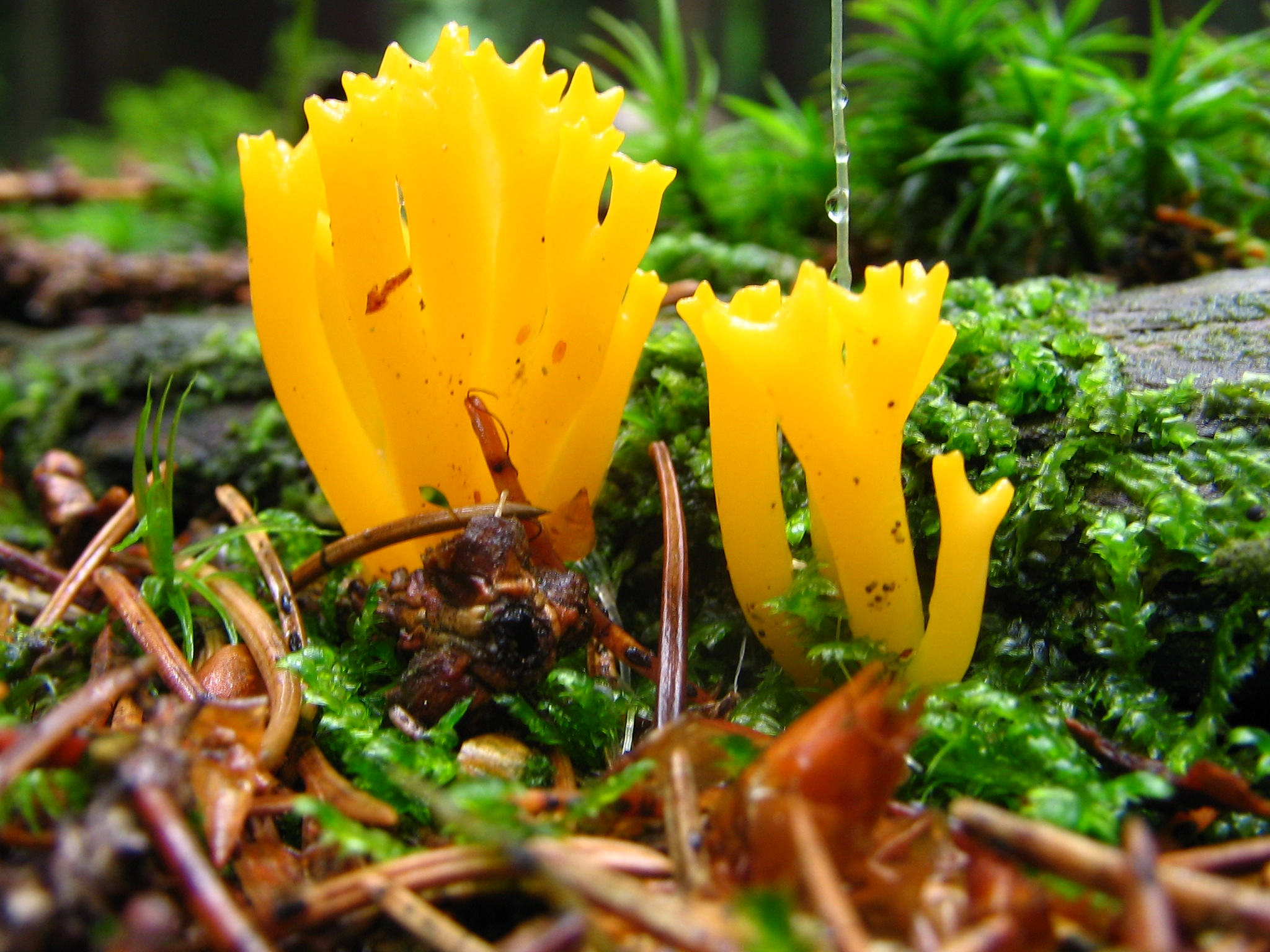
Hongo Calocera
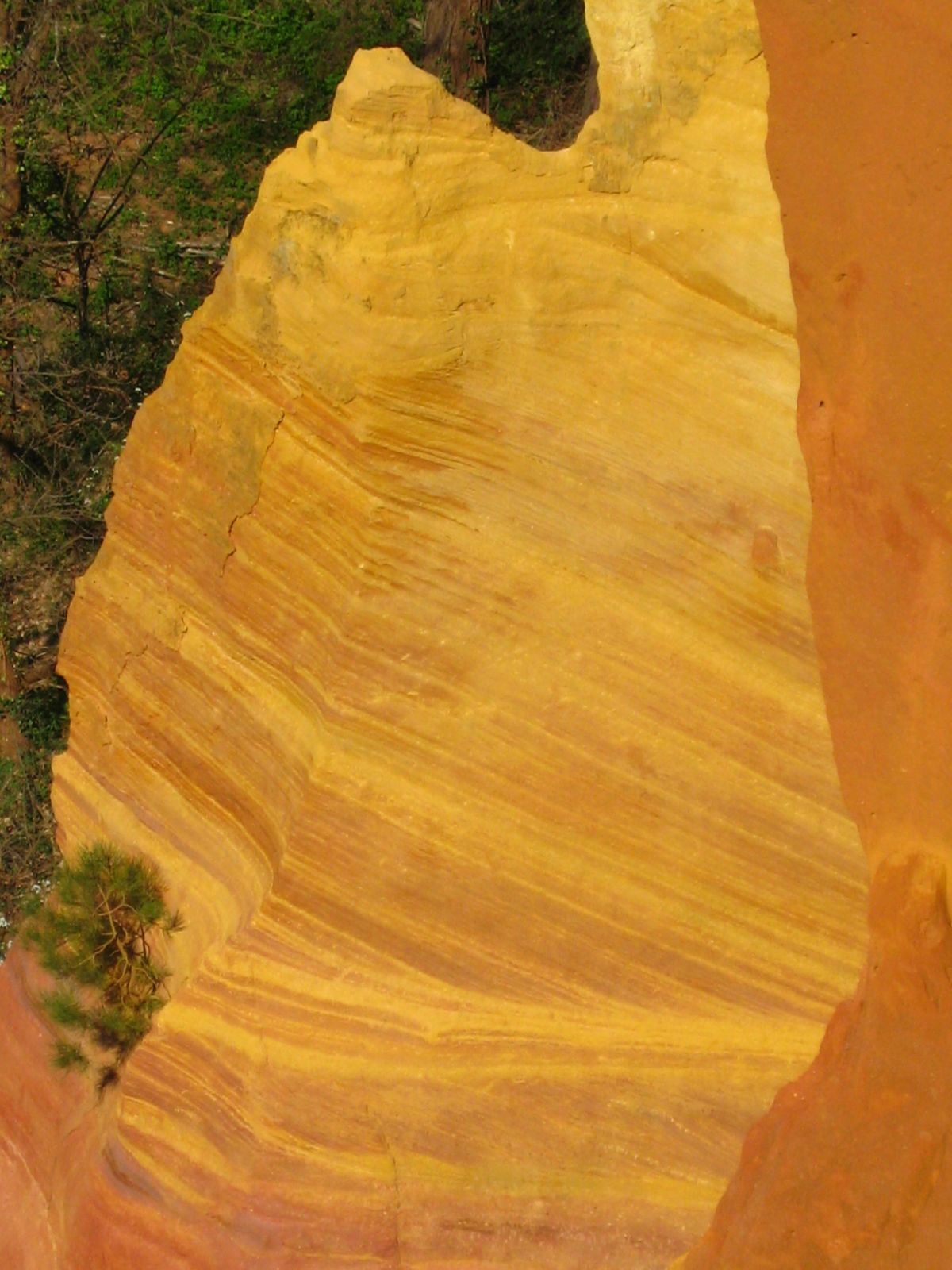
Ladera de ocre amarillo
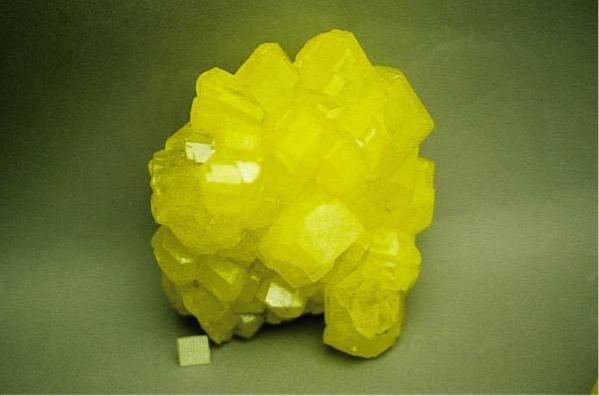
Azufre cristalizado
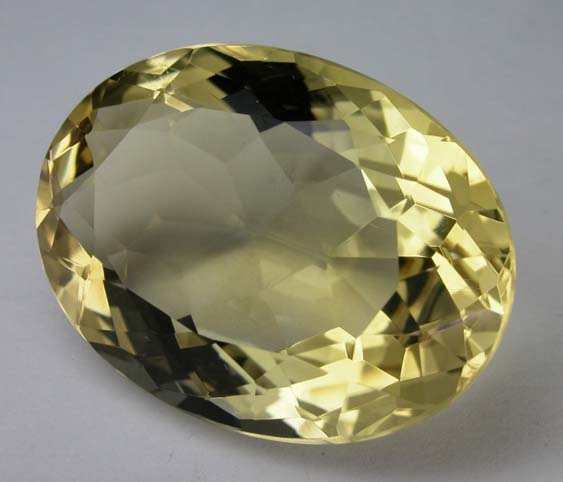
Color cetrino de un cuarzo citrino

## Simbolismo
- El amarillo ha sido relacionado con el sensacionalismo, véase prensa amarilla.[38]
- Las páginas amarillas son, en muchos países, directorios telefónicos de compañías.
- El color amarillo era el símbolo del emperador de China y, en consecuencia, de la monarquía china.
- El Emperador amarillo es una figura mitológica china.[39]
- En varios países, los taxis son de color amarillo. Esta práctica comenzó en Nueva York gracias a Harry N. Allen, quien pintó su vehículo de color amarillo tras enterarse de que este color era el más visible a la distancia.[40]
- En España entre los actores de teatro se dice que el color amarillo da mala suerte porque existe la creencia de que Molière murió representando su obra El enfermo imaginario vestido de ese color.[41]
- La economía se representa con el color amarillo.[cita requerida]
- Las ciencias médicas también son representadas con este color, por la serpiente amarilla de la vara de Esculapio.[42]
- En algunos países se dice coloquialmente que te da el amarillo cuando alguien palidece por una bajada de tensión, debido a haber consumido algún tipo de droga, sobre todo, por vía pulmonar.[43]
- Jorge Luis Borges en su relato El otro se refiere al amarillo en relación con la ceguera.[44]
- En política, se denomina amarillismo a la táctica de cambiar repetidamente de posición en una discusión.[cita requerida]
- En varias canciones se hace uso de este color, como en Yellow de Coldplay,  Yellow Submarine de The Beatles o Amor amarillo de Gustavo Cerati.
- La fiebre amarilla, también llamada la Plaga Americana, es una enfermedad viral aguda e infecciosa causada por "el virus de la fiebre amarilla", que pertenece a la familia de los Flaviviridae, y del género Flavivirus amaril.[45]
- Es muy utilizado en señalética de alerta y seguridad por ser el «color más visible por el ojo humano». Es el tradicional del chaleco reflectante[46] y se ha vuelto el conector del movimiento Mayo Amarillo[47] que lucha contra los accidentes de tránsito.

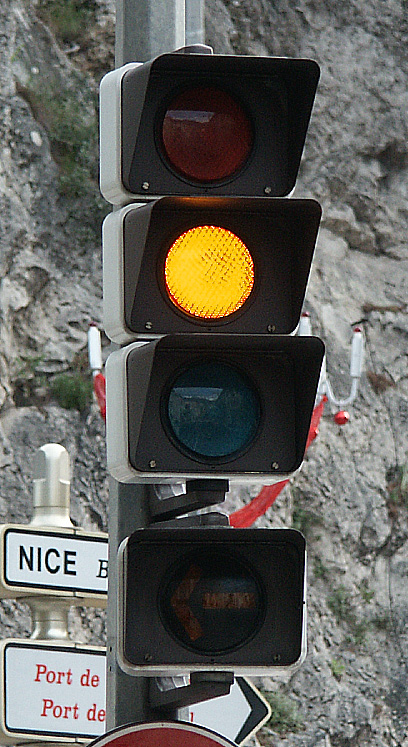
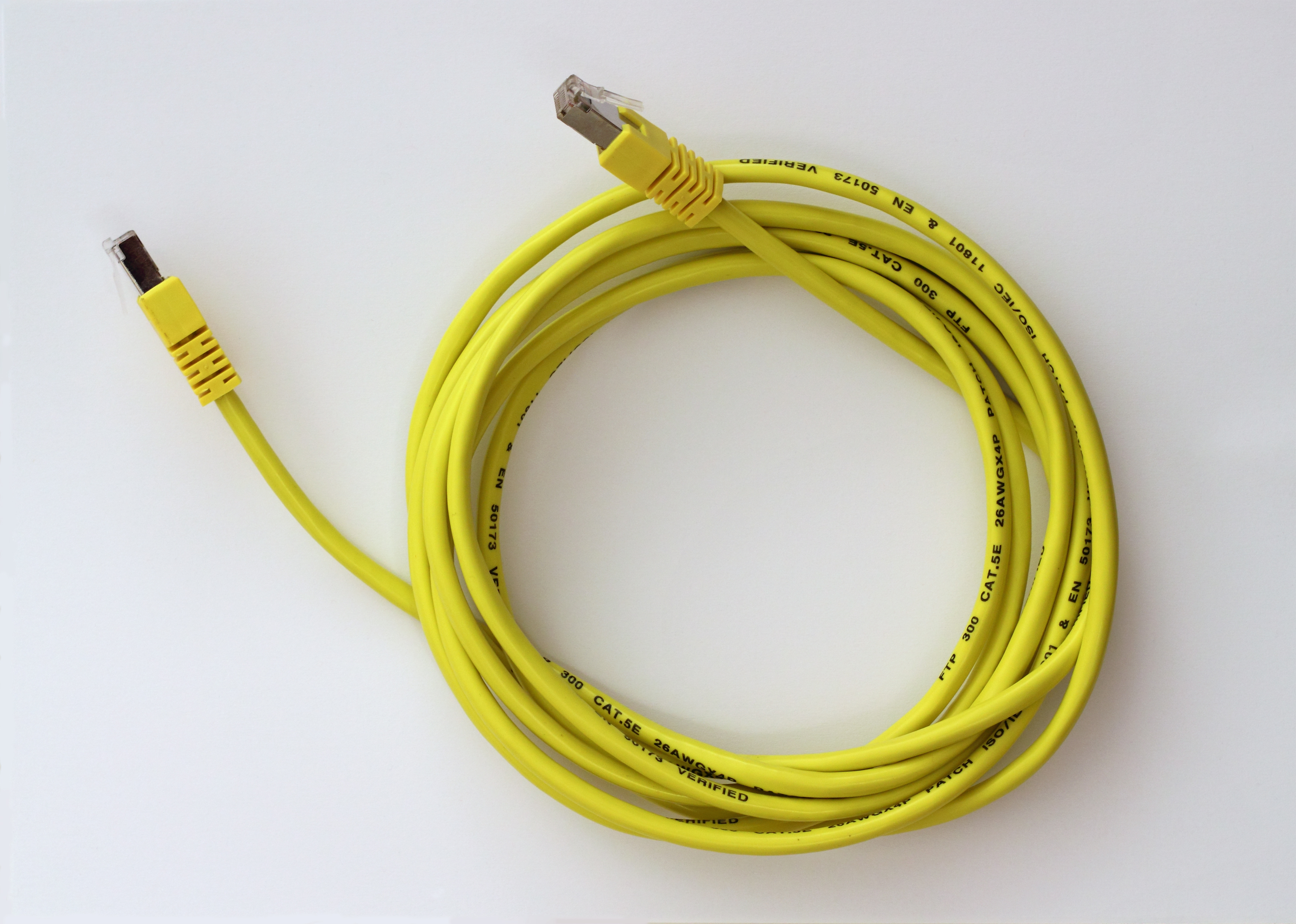
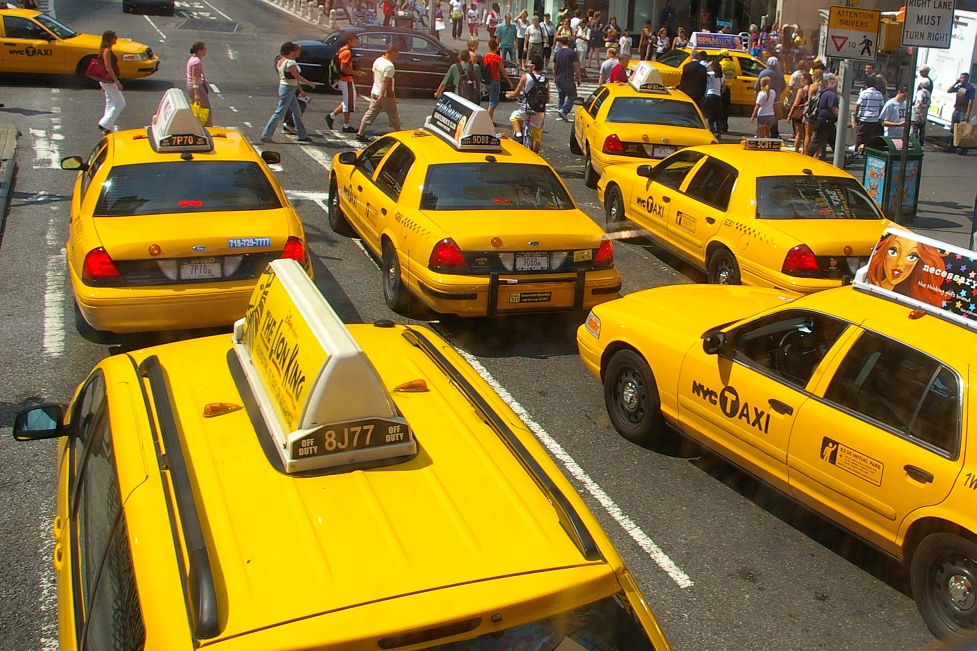

### Amarillo heráldico y amarillo vexilológico
El amarillo no es un color heráldico. Cuando aparece en un blasón, generalmente representa al metal oro. Sin embargo, puede aparecer específicamente como amarillo si la descripción de las armas requiere la representación de alguna figura amarilla «al natural» (por ejemplo, una flor).
En vexilología, el color amarillo deriva del oro heráldico y es relativamente frecuente. La superficie amarilla en algunas banderas es considerable, y otras incluso emplean al amarillo como color de fondo, aunque esto no suele verse en banderas nacionales.
El rombo amarillo de la bandera del Brasil deriva del oro heráldico de la Casa de Habsburgo, familia de María Leopoldina de Austria, quien fuera emperatriz del Reino del Brasil entre 1822 y 1826; en la bandera de Colombia, Ecuador y Venezuela el amarillo representa la riqueza del suelo, así como el sol y la soberanía; en las banderas de Argentina y Uruguay el sol amarillo representa al sol de Mayo, el sol que salió en la revolución del 25 de Mayo; en la bandera de Ucrania, el amarillo representa los campos de trigo del país.

### Amarillo político
En la mayoría de los países europeos el amarillo se asocia a los partidos liberales y a los liberales libertarios incluyendo Renovar Europa y a los liberaldemócratas. Los partidos liberales se caracterizan por ser partidos transversales (que no se encuadran en el espectro izquierda-centro-derecha) sino que tienen una ideología política liberal en política económica y, al mismo tiempo, tienen una política ligada a la defensa de los derechos civiles.
También existe la expresión «hacer amarillismo» para los partidos que apoyaban al patrono en las huelgas. El sindicalismo amarillo surgiría en Francia en 1899. Sería fundado el primer sindicato de este tipo por un grupo de obreros contrarios a las huelgas y elegirían el color amarillo en contraposición al rojo de los sindicatos socialistas. Por la razón anterior, en algunos países «amarillo» puede ser un adjetivo calificativo de connotaciones despectivas para referirse a aquellos que sostienen posturas políticas moderadas, indefinidas o vacilantes, o que constituyen una «quinta columna» contra las ideologías defendidas, especialmente las de izquierda.
Véase colores políticos: amarillo político.

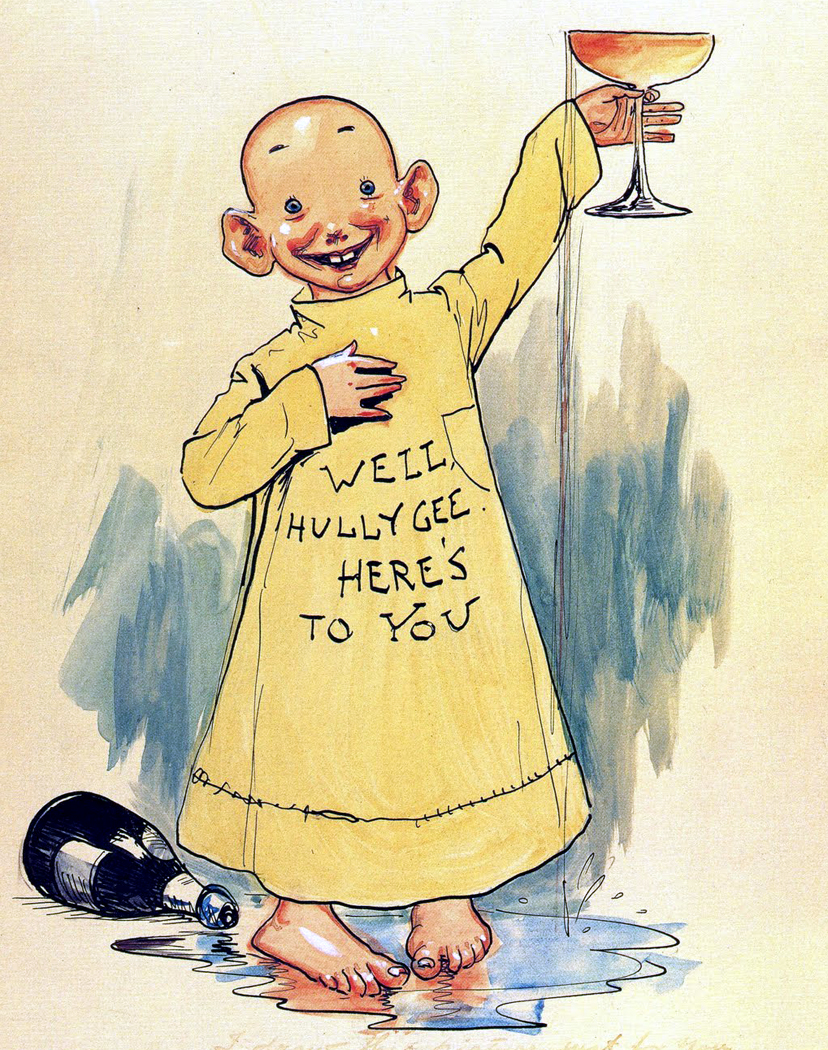
La historieta de El Chico Amarillo popularizó el término «prensa amarilla».